# عزيز إسكندر
عزيز اسكندر (2 أغسطس 1975 -)، ويعرف أيضاً عزيز قولنج ممثل سوري بدأ بسن مبكرة في المسرح بواسطة والده الفنان اسكندر عزيز مما أدى إلى تعلقه الشديد بالمهنة وانتسابه إلى المعهد العالي للفنون المسرحية سنة 1994.

## شهاداته التعليمية
- إجازة في الفنون المسرحية من المعهد العالي للفنون المسرحية /قسم التمثيل/- دمشق سنة 1998، منتسب لنقابة الفنانين بصفة عضوا / أ / سنة 1999.[4]

## أعماله
| - بطولة تمثيلية في أول أوبرا سورية بالتعاون مع المجلس الثقافي البريطاني عام 1995 بعنوان : دايدوا وإينياس من تأليف هنري بورسيل، وإخراج المخرجة البريطانية كارولين شارمان وقيادة الأوركسترا ل صلحي الوادي. *مسرحية ميديا سنة 1995 إخراج : مانويل جيجي. - يوم المسرح العالمي سنة 1994 إخراج : عجاج سليم. - يوم المسرح العالمي سنة 1995 إخراج : مانويل جيجي. - مسرحية حيوانات الغابة للأطفال 1996 إخراج : مانويل جيجي. - مسرحية رحلة العودة الطويلة سنة 1997 إخراج : غسان مسعود. - مسرحية الجريمة والعقاب 1998 إخراج : المخرج الروسي فيودور. - مسرحية العرس سنة 1998 إخراج : عوني كرومي. - مسرحية يقظة الربيع سنة 2000 إخراج : رياض عصمت. - مسرحية فندق أبو العز عام 1997. - مسرحية الضيعة عام 1998. - مسرحية مخرج فاشل (عن شي فاشل) عام 1999. - مسرحية لا أحد بريء (عن مسرحية زيارة السيدة العجوز) عام 2001. - مسرحية رحلة شيطانية (عن فاوست) عام 2002. - مسرحية رجال من ورق (عن فتى الغرب اللعوب) عام 2003. - مسرحية شبح 48 عام 2005. - مسرحية عودة البطل عام 2005. - أصدقاء الشمس المسرح القومي - الكواسر. - مرايا 2000- 2001- 2002-2003. - قطوف من الرفوف. - الخوالي. - ذي قار. - سحر الشرق. - فيلم وثائقي عن الايدز. - مسلسل الطارق وهو مشترك مع مصر. - تمر حنة. - البصير. - الزيزفون. - ومضات من تاريخنا. - مخرج مساعد في لقمة عسيرة الهضم - تمثيليات أسبوعية للفلاحين. - تمثيليات أسبوعية للعمال. - تمثيليات أسبوعية للأطفال. - دراما القرن العشرين. - شخصيات تاريخية. - تمثيلية الأسبوع. - ظواهر مدهشة. - حكم العدالة. - مسلسل ستالين ومجموعة أخرى من المسلسلات الدرامية لصالح التلفزيون العربي السوري هناك الكثير من الأعمال التلفزيونية التي شارك فيها ولكن من الصعب إيرادها كاملة لأنها بلغت 45 عمل تلفزيوني، والكثير من الأعمال الإذاعية وأيضا من الصعب إيراد أسمائها كاملة لأنها بلغت أكثر من 150 عمل إذاعي |